# 小松香織
小松 香織（こまつ かおり、1956年4月 - ）は、日本の歴史学者。専攻はオスマン帝国史、トルコ近代史。早稲田大学教育・総合科学学術院教授。教育学部では社会科・地理歴史選考に所属。夫は中央アジア史家、東京大学名誉教授の小松久男。

## 略歴
愛知県生まれ。慶應義塾大学文学部卒業。お茶の水女子大学大学院修士課程修了（東洋史）の後、1993年東京大学大学院人文科学研究科博士課程単位取得満期退学。1995年筑波大学歴史・人類学系講師、2002年筑波大学人文社会科学研究科助教授、2007年同教授を歴任。2010年早稲田大学に着任し、現職。
1992年、第25回江上波夫記念流沙海西奨学会賞受賞。1996年論文「近代オスマン海運史研究」にて、東京大学より博士（文学）の学位を取得。

## 著書
単著
- （トルコ語）Ertuğrul faciası[6]：bir dostluğun doğuşu（Turhan Kitabevi) 1992年。NCID BB07876121
- 『オスマン帝国の海運と海軍』（山川出版社〈山川歴史モノグラフ〉） 2002年。ISBN 978-4634673809
- 『オスマン帝国の近代と海軍』（山川出版社〈世界史リブレット〉） 2004年。ISBN 978-4634347908

分担執筆・翻訳
- 「中央アジアのイスラムとナショナリズム：民族意識と宗教意識」ハサン・パクソイ（トルコ語版）著（山内昌之編著『中央アジアと湾岸諸国』朝日新聞社）1995年。NCID BN12393507
- 「オスマン海軍の一九世紀：近代化をめぐって」（岩波書店、『岩波講座世界歴史 21巻 イスラーム世界とアフリカ：18世紀末-20世紀初』） 1998年。ISBN 978-4000108416
- 「トルコ料理の世界—オスマン宮廷料理の復元」（常木晃編『食文化：歴史と民族の饗宴(シュンポシオン)』悠書館） 2010年[7]。ISBN 978-4903487359
- 「オスマン海軍の栄光と黄昏」（金澤周作編『海のイギリス史：闘争と共生の世界史』昭和堂）2013年。NCID BB12906119
- 「オスマン社会における「尊厳」」（加藤泰史編『問いとしての尊厳概念』法政大学出版局）2024年。NCID BD06149432

### 翻訳
- 『ジャポンヤ：イスラム系ロシア人の見た明治日本』（アブデュルレシト・イブラヒム、小松久男共訳、第三書館） 1991年。ISBN 978-4807491285
  - のち増補改訂版『ジャポンヤ：イブラヒムの明治日本探訪記』[8]（岩波書店） 2013年。ISBN 978-4000284189